# Kouvola
Kouvola [ˈkɔu̯vɔlɑ] ist eine Stadt im Süden Finnlands. Sie ist die elftgrößte Stadt Finnlands, der Verwaltungssitz der Landschaft Kymenlaakso und ein wichtiger Eisenbahnknotenpunkt. Die Stadt ist geprägt vom durchfließenden Fluss Kymijoki und der umliegenden Natur mit ihren zahlreichen Seen. Kouvola hat zirka 80 000 Einwohner (Stand 2021), von denen ein gutes Drittel in der Kernstadt lebt.
Kouvola ist eine Stadt des Sports, der Kultur und der Natur und eine seltene Mischung aus Stadt und Land.
Die Kernstadt von Kouvola liegt 134 Kilometer nordöstlich der Hauptstadt Helsinki. Daneben gehört zum administrativen Stadtgebiet seit einer großen Gemeindefusion zum Jahresbeginn 2009 ein ausgedehntes Gebiet im Umland mit einer Fläche von insgesamt 2885 km² (etwas mehr als Luxemburg). Dieses Gebiet ist größtenteils ländlich strukturiert mit einzelnen dazwischenliegenden Siedlungszentren (taajama). Die größten Siedlungszentren neben der Kernstadt sind Kuusankoski, Koria, Myllykoski und Inkeroinen.
Der Höhenzug Salpausselkä teilt das Gebiet von Kouvola in einen seenreichen und stark bewaldeten Nordteil und einen Südteil, der arm an Binnengewässern ist und intensiver landwirtschaftlich genutzt wird.
Nachbargemeinden von Kouvola sind Mäntyharju im Norden, Savitaipale im Nordosten, Luumäki im Osten, Hamina im Südosten, Kotka im Süden, Loviisa und Lapinjärvi im Südwesten, Iitti im Westen sowie Heinola im Nordwesten.

## Geschichte

Karte der Regionalverbände Kouvola und Kuusankoski.

Die Gegend von Kouvola, das nördliche Kymenlaakso, gehört historisch zum Grenzgebiet der Landschaften Uusimaa und Karelien. Im Frieden von Åbo wurde das Gebiet 1743 entlang des Flusslaufs des Kymijoki zwischen Schweden und Russland geteilt. 1809 kam schließlich das gesamte Gebiet des heutigen Finnland zu Russland und wurde zum Großfürstentum Finnland.
Der Ort Kouvola ist bereits seit dem 15. Jahrhundert belegt; er war bis ins 19. Jahrhundert ein unbedeutendes Dorf des Kirchspiels Valkeala. Der Aufschwung Kouvolas begann, nachdem der Ort 1875 einen Halt an der Bahnstrecke von Riihimäki nach Sankt Petersburg erhielt. Binnen der nächsten zwei Jahrzehnte wurden weitere Bahnstrecken nach Norden in Richtung Kuopio und nach Süden in Richtung Kotka fertiggestellt, sodass Kouvola zu einem Eisenbahnknotenpunkt wurde und bald zu einem einwohnerstarken Ort anwuchs. Im Zuge der Industrialisierung entstanden im ausgehenden 19. Jahrhundert an den Stromschnellen des Kymijoki in der Gegend von Kouvola mehrere Papierfabriken. In Kuusankoski wurde 1872 die Aktiengesellschaft Kymin osakeyhtiö gegründet. Aus dieser ging der Kymmene-Konzern hervor, der 1996 wiederum im UPM-Kymmene, einem der weltweit größten Forst- und Papierkonzerne, aufging.
1922 wurde Kouvola aus der Gemeinde Valkeala gelöst. Bereits ein Jahr später wurde der Ort zu einem Marktflecken (kauppala) erhoben. Das Stadtrecht erhielt Kouvola 1960. Von 1955 bis zur Provinzreform von 1997 war Kouvola die Hauptstadt der Provinz Kymi. Im Zuge der laufenden Umstrukturierung der finnischen Gemeinden kam es zum Jahresbeginn 2009 zu einer großen Gemeindefusion, in welcher sich die Städte Anjalankoski und Kuusankoski sowie die Gemeinden Valkeala, Jaala und Elimäki mit Kouvola vereinigten. Dadurch verdreifachte sich die Einwohnerzahl Kouvolas; die Fläche vergrößerte sich gar über das mehr als Sechzigfache.

## Politik

### Stadtrat
Der Stadtrat von Kouvola hat während der Amtszeit 1.8.2021-31.5.2025 insgesamt 59 Delegierte. Die größten Parteien im Stadtrat sind die Sammlungspartei, Sozialdemokraten und Wahre Finnen.
- VAS: 2
- SDP: 13
- VIHR: 4
- KESK: 8
- Liike Nyt: 1
- KOK: 15
- KD: 3
- PS: 13

| Partei                 | Stimmenanteil | +/− %p | Sitze | +/− |
| ---------------------- | ------------- | ------ | ----- | --- |
| Sammlungspartei (KoK)  | 23,6 %        | + 1,3  | 15    | + 2 |
| Sozialdemokraten (SDP) | 22,0 %        | − 3,2  | 13    | − 3 |
| Wahre Finnen (PS)      | 21,5 %        | + 12,3 | 13    | + 8 |
| Zentrum (Kesk)         | 12,4 %        | + 2,3  | 8     | − 1 |
| Grüner Bund (Vhr)      | 7,5 %         | − 2,7  | 4     | − 2 |
| Christdemokraten (KD)  | 4,9 %         | − 1,5  | 3     | − 1 |
| Linksbündnis (Vas)     | 4,3 %         | − 0,1  | 2     | ± 0 |
| Liike Nyt              | 2,6 %         | + 2,6  | 1     | + 1 |

Die Wahlbeteiligung lag 2021 bei 52,3 %.

### Wappen

Wappen von Kouvola

Altes Wappen von Kouvola

Die Stadt Kouvola nahm nach der Gemeindefusion von 2009 ein neues Wappen an, das vom Künstler Tapani Talari entworfen wurde. Es zeigt in Schwarz ein goldenes sechsspeichiges Glevenrad über einem mit Wellenschnitt abgesteilten silbernen Schildfuß. Die sechs Speichen symbolisieren die sechs Gemeinden, die in Kouvola aufgingen, während die Gleven für die Schwertlilie, die Landschaftsblume von Kymenlaakso, stehen. Die Wellen weisen auf den Fluss Kymijoki hin. Schwarz und Silber sind die heraldischen Farben der Landschaft Kymenlaakso.
Vor der Gemeindefusion führte Kouvola von 1952 bis 2008 ein von Heraldiker Gustaf von Numers gezeichnetes Wappen. Es zeigte in Schwarz ein silbernes Schragenkreuz, darin zwei gekreuzte Schlüssel in Rot.

### Städtepartnerschaften
Kouvola unterhält Städtepartnerschaften mit Balatonfüred in Ungarn und mit Mülheim an der Ruhr in Deutschland.

## Verkehr
Kouvola ist ein bedeutender Eisenbahnknotenpunkt. Von hier führen Bahnstrecken in viele Richtungen: nach Helsinki, Kotka und Mikkeli und von dort weiter nach Pieksämäki und Joensuu. Die Hauptstadt Helsinki ist in unter anderthalb Stunden zu erreichen. Die Züge halten am „Reisezentrum“ von Kouvola, einem kombinierten Busbahnhof und Eisenbahnhalt.
Durch Kouvola führen auch die Staatsstraßen 6 von Koskenkylä nach Kajaani sowie 15 von Kotka nach Mikkeli. Zudem ist Kouvola Endpunkt der aus Rauma kommenden Staatsstraße 12. Staatsstraße 6 ist eine der attraktivsten Touristenrouten in Finnland.

## Kultur und Sehenswürdigkeiten

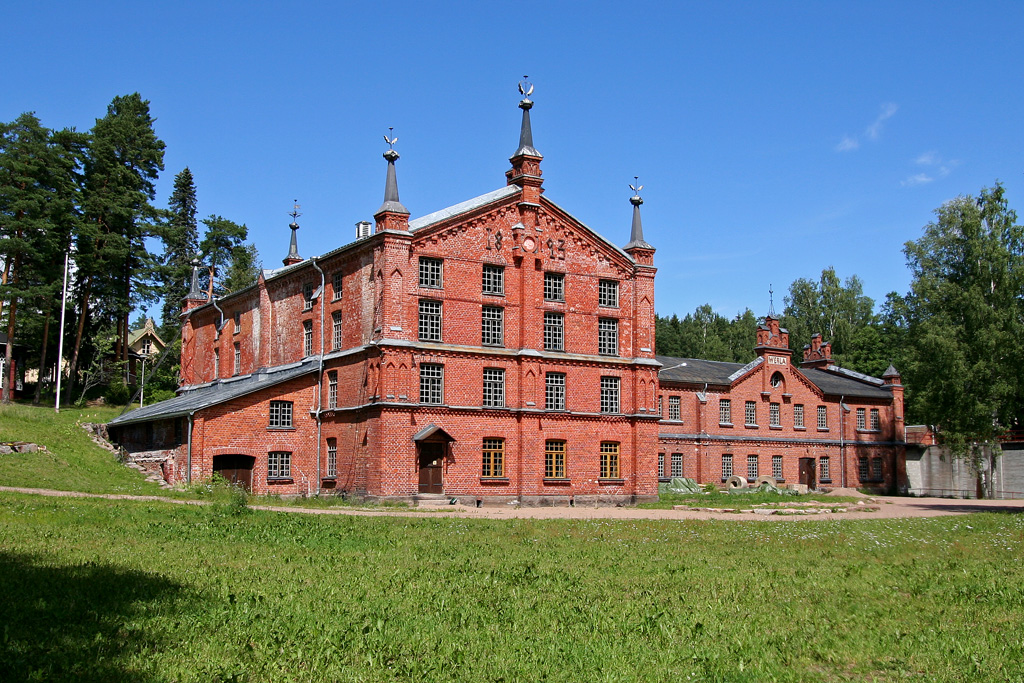
Kartonfabrik von Verla

Einige wertvolle Baudenkmäler finden sich außerhalb der Kernstadt: Im Dorf Verla befindet sich eine 1882 gegründete Kartonfabrik, die 1964 in ein Industriemuseum umgewandelt wurde. 1996 wurde der Fabrikkomplex als herausragendes Beispiel für die Industriearchitektur des 19. Jahrhunderts in die UNESCO-Liste des Weltkulturerbes aufgenommen. Sehenswert sind ferner die Gutshöfe Anjala und Sippola. Im Norden des Stadtgebiets von Kouvola liegt ein Teil des Nationalparks Repovesi.
Die moderne Zentralkirche von Kouvola wurde 1977 fertiggestellt. Die orthodoxe Heiligkreuzkirche stammt aus dem Jahre 1915, ist im russisch-byzantinischen Stil erbaut und diente ursprünglich als Garnisonskirche für russische Soldaten. Nach der finnischen Unabhängigkeit wurde sie in eine evangelisch-lutherische Kirche umgewandelt, mit der Fertigstellung der Zentralkirche aber wieder den orthodoxen Gläubigen überlassen. In der Kernstadt von Kouvola befinden sich ferner die Kirche von Käpylä (1952) und die römisch-katholische St.-Ursula-Kirche (1993). Unter den Kirchen in den übrigen Orten im Stadtgebiet ist die 1638 erbaute und 1678 zur Kreuzkirche umgewandelte Kirche von Elimäki die Älteste. Auch die 1755–56 erbaute Kirche von Anjala ist eine hölzerne Kreuzkirche. Den Stil der Neugotik vertreten die hölzerne Kirche von Jaala (1878) und die aus Backstein erbaute Kirche von Sippola (1879).

## Sport
Aus Kouvola stammen der Pesäpallo-Verein Kouvolan Pallonlyöjät (KPL), Basketballmannschaft Kouvot und Eishockeyverein KooKoo, der in der Liiga, der höchsten finnischen Eishockeyliga, spielt.
In Kouvola steht die Skisprungnormalschanze Palomäen Hyppyrimäki. Kouvola war ein Austragungsort der U-18-Fußball-Europameisterschaft 1982. 1997 fand in der Stadt die Europameisterschaft im Ringen statt. Zweimal, am 18. Juli 1937 und am 1. September 1949 wurde in Kouvola der Weltrekord im 10.000-Meter-Lauf gelaufen.

## Söhne und Töchter der Stadt
- Olli Partanen (1922–2014), Leichtathlet
- Juhani Aaltonen (* 1935), Jazzmusiker
- Hannu Salama (* 1936), Schriftsteller
- Niilo Halonen (1940–2025), Skispringer
- Arto Bryggare (* 1958), Hürdensprinter
- Sami Hyypiä (* 1973), Fußballspieler
- Tommi Nikunen (* 1973), Skisprungtrainer
- Toni Gardemeister (* 1975), Rallyefahrer
- Niki Sirén (* 1976), Eishockeyspieler
- Sami Kaartinen (* 1979), Eishockeyspieler
- Ville Nousiainen (* 1983), Skilangläufer
- Roope Tonteri (* 1992), Snowboarder
- Alisa Efimova (* 1999), Eiskunstläuferin

### Musikband
- Metal-Band Viikate